# 邹玉琪
邹玉琪（1933年—），江苏常州人，中国人民解放军将领、中国人民解放军中将。
1990年，授予中国人民解放军中将，曾任北京军区副司令员、兰州军区副司令员。